# Келугерень (комуна, Джурджу)
Келугерень, Келугерені (рум. Călugăreni) — комуна у повіті Джурджу в Румунії. До складу комуни входять такі села (дані про населення за 2002 рік):
- Бреніштарі (1085 осіб)
- Келугерень (1434 особи)
- Круча-де-П'ятре (438 осіб)
- Узуну (1682 особи)
- Хулубешть (1910 осіб)

Комуна розташована на відстані 29 км на південь від Бухареста, 31 км на північ від Джурджу.

## Населення
За даними перепису населення 2002 року у комуні проживали 6549 осіб.
Національний склад населення комуни:
| Національність | Кількість осіб | Відсоток |
| -------------- | -------------- | -------- |
| румуни         | 6407           | 97,8%    |
| цигани         | 139            | 2,1%     |
| угорці         | 2              | < 0,1%   |

Рідною мовою назвали:
| Мова      | Кількість осіб | Відсоток |
| --------- | -------------- | -------- |
| румунська | 6547           | > 99,9%  |
| угорська  | 1              | < 0,1%   |

Склад населення комуни за віросповіданням:
| Релігія                             | Кількість осіб | Відсоток |
| ----------------------------------- | -------------- | -------- |
| православні                         | 6511           | 99,4%    |
| баптисти                            | 19             | 0,3%     |
| греко-католики                      | 3              | < 0,1%   |
| адвентисти                          | 3              | < 0,1%   |
| лютерани (Аугсбурзького сповідання) | 3              | < 0,1%   |
| лютерани                            | 2              | < 0,1%   |
| римо-католики                       | 1              | < 0,1%   |
| атеїсти                             | 1              | < 0,1%   |
| не вказали релігію                  | 6              | 0,1%     |

## Історія
Тут мав невеличкий маєток полковник Армії УНР Гнат Порохівський, де розводив фруктовий сад, виноградник і пасіку, на якій він полюбляв працювати у вільний час.

## Зовнішні посилання
- Дані про комуну Келугерень на сайті Ghidul Primăriilor [Архівовано 30 травня 2010 у Wayback Machine.]